# Furacão Dora
O furacão Dora foi o primeiro ciclone tropical registrado a atingir a costa atlântica do norte da Flórida com intensidade de furacão. A sexta tempestade tropical e segundo furacão da temporada de 1964, Dora se desenvolveu a partir de uma onda tropical perto da costa do Senegal em 28 de agosto. Após um voo de aeronave de reconhecimento em 1 de setembro, a depressão foi atualizada para a tempestade tropical Dora. Em seguida, curvou-se para nordeste e continuou a se fortalecer. No início de 3 de setembro, Dora tornou-se um furacão categoria um. Seis horas depois, a tempestade atingiu a intensidade categoria 2. A intensificação diminuiu um pouco, embora Dora tenha se tornado um furacão de categoria 3 em 5 de setembro. Aprofundando ainda mais, a tempestade atingiu o pico como uma categoria 4 com ventos máximos sustentados de 210 km/h (130 mph) no início do dia seguinte. Às 18:00 UTC em 6 de setembro, Dora enfraqueceu para um furacão categoria três, depois uma categoria 2 enquanto fazia uma curva para o oeste no início do dia seguinte.
Mais tarde em 7 de setembro, Dora continuou a manter a intensidade de categoria 2 ao se aproximar da costa leste da Flórida, o movimento de Dora tornou-se errático, fazendo alguns loops ciclônicos. Por volta das 04:00 UTC em 10 de setembro, o furacão atingiu a costa perto de St. Augustine, Flórida, com ventos de 180 km/h (110 mph), o furacão caiu para intensidade de tempestade tropical sobre a terra em 11 de setembro. Dora então flutuou brevemente sobre o sudoeste da Geórgia, até virar para leste-nordeste no final do dia seguinte. No início de 14 de setembro, a tempestade ressurgiu no Oceano Atlântico perto de Cabo Hatteras, Carolina do Norte, e se transformou em um ciclone extratropical várias horas depois. Os remanescentes de Dora moveram-se rapidamente para o nordeste e se dissiparam na costa de Terra Nova no início de 16 de setembro.
Ao longo da costa, as marés chegaram a 3 m (10 ft) acima do nível médio do mar. Ventos fortes açoitaram o norte da Flórida, com ventos sustentados de 201 km/h (125 mph) observado em St. Augustine. Em Jacksonville, aproximadamente 156.000 os clientes ficaram sem eletricidade, enquanto cerca de 19% dos telefones no condado de Duval estavam fora de serviço. Grande parte dos danos na área de Jacksonville ocorreu em edifícios mais antigos e localizados em áreas costeiras. Além disso, seções da cidade sofreram inundações induzidas pelo vento nas proximidades do rio St. Johns. Chuvas fortes danificaram muitas plantações não colhidas e inundaram muitas estradas e pontes, isolando algumas comunidades por vários dias. Em toda a Flórida, 74 habitações foram arrasadas e 9.374 receberam danos, enquanto 14 casas móveis foram destruídas e 218 outros sofreram impactos severos. Cerca de 50 edifícios agrícolas e 423 pequenas empresas foram severamente danificadas ou demolidas. Três mortes e pelo menos $ 230 milhões em danos ocorreram. Na Geórgia, a tempestade danificou cerca de 1.135 casas e destruiu outras cinco. Além disso, 18 reboques sofreram grande impacto, enquanto 43 pequenas empresas foram destruídas ou sofreram danos graves. Houve uma morte no estado e pelo menos $ 9 milhões em danos. Alguns outros estados foram afetados pela tempestade, embora o impacto tenha sido muito menor. Uma morte ocorreu na Virgínia. No geral, Dora causou $ 280 milhões em danos, e cinco mortes.

## História meteorológica
O furacão Dora foi identificado pela primeira vez como uma ampla área de baixa pressão em 28 de agosto de 1964, quando se mudou da costa oeste da África para o Oceano Atlântico perto de Dakar, Senegal. Viajando para oeste-sudoeste, o sistema roçou as ilhas de Cabo Verde no dia seguinte. Até 31 de agosto, as imagens do oitavo satélite de observação infravermelha de televisão (TIROS VIII) retrataram uma tempestade em desenvolvimento com um nublado denso central, características de bandas e escoamento de cirros. Observações de navios nas proximidades da tempestade indicaram pressões barométricas decrescentes e rajadas de vento de até 64 km/h (40 mph). Em 1 de setembro, aeronaves de reconhecimento voaram para o sistema e determinaram que já havia se tornado uma tempestade tropical, com ventos sustentados chegando 97 km/h (60 mph). Pouco tempo depois, foi emitido o primeiro aviso sobre a tempestade tropical Dora e o centro foi estimado em cerca de 1.370 km a leste de Trinidade.
Ao ser classificado em 1 de setembro, Dora virou para o noroeste e se intensificou. Várias missões de reconhecimento na tempestade indicaram que ela atingiu o status de furacão durante a tarde de setembro. 2; no entanto, no banco de dados oficial de furacões do Atlântico, não é listado como atingindo essa intensidade até as horas da noite. Aumentando em tamanho e força, Dora atingiu ventos de 160 km/h (100 mph) no início de 3 de setembro, o equivalente a uma categoria 2 na escala de furacões Saffir-Simpson dos dias modernos. Na época, os meteorologistas esperavam que a tempestade mantivesse um curso noroeste e fosse guiada sobre águas abertas por um cavado associado ao furacão Cleo a oeste. No entanto, Dora "perdeu" o cavado e gradualmente se voltou para o oeste em 6 de setembro. Naquele dia, o furacão atingiu seu pico de intensidade como tempestade equivalente a categoria 4 com ventos estimados em 210 km/h (130 mph) e uma pressão central de 942 mbar (hPa; 942 mbar (27.8 inHg)).

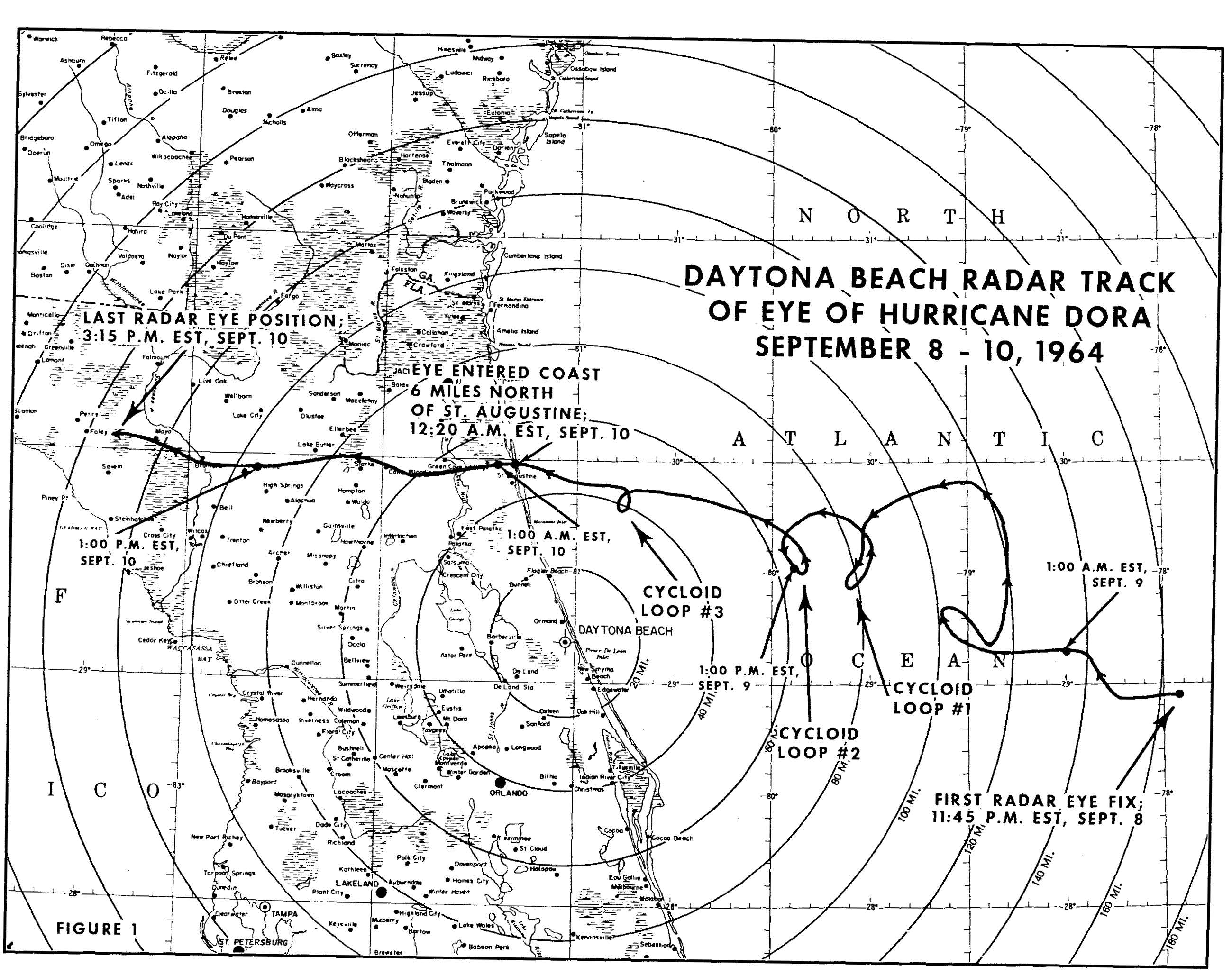
Trilha ampliada do furacão Dora detalhando sua trilha errática antes do landfall

Durante a execução da curva, Dora enfraqueceu constantemente à medida que seu fluxo de entrada de baixo nível foi interrompido. até 8 de setembro, a tempestade aumentou ligeiramente e atingiu ventos de 185 km/h (115 mph).  Seguindo para o oeste em direção à Flórida, o movimento de Dora diminuiu e tornou-se errático ao se aproximar da costa. No início de 9 de setembro, a tempestade virou abruptamente para sudeste antes de se mover para o norte por várias horas. Durante todo o restante de 9 de setembro, o furacão executou três loops ciclônicos distintos, mantendo um movimento geral para o oeste. Durante as horas da tarde, Dora passou sobre a Corrente do Golfo, resultando em sua pressão central diminuindo 9 mbar (0.27 inHg) em poucas horas.
Por volta das 12:20 amu EST em 10 de setembro, o furacão Dora atingiu a costa cerca de 9.7 km (6 mi) ao norte de St. Augustine, Flórida, com ventos sustentados entre 185 e 205 km/h. Embora estimado para ter sido uma categoria 3 ao atingir a costa, acredita-se que os ventos mais fortes em terra tenham pertencido à gama de categoria 2. Atingindo o nordeste da Flórida, Dora se tornou o primeiro ciclone tropical registrado a atingir a região. Uma vez em terra, a tempestade enfraqueceu gradualmente, perdendo o status de furacão por volta de 24 horas depois, e começou uma curva gradual para o nordeste. Durante a manhã de 12 de setembro, Dora ficou quase parado na fronteira sul entre o Alabama e a Geórgia. No entanto, a tempestade acelerou rapidamente e ressurgiu no Oceano Atlântico em 14 de setembro perto de Outer Banks da Carolina do Norte. Horas depois de se mover sobre a água, o sistema fez a transição para um ciclone extratropical. Os remanescentes de Dora foram mencionados pela última vez em setembro 16 na costa nordeste da Terra Nova.

## Preparações

### Caribe
Após a classificação de Dora em 1 de setembro, um pequeno aviso de embarcação foi emitido para as Ilhas Barlavento e as Ilhas Windward do norte.

### Estados Unidos
Conforme Dora se aproximava da Flórida, alertas de vendaval foram emitidos para a seção nordeste do litoral. Enquanto Dora se movia para o interior, alertas de vendaval foram emitidos de Sarasota a Pensacola. Além disso, pequenas embarcações para grande parte da costa do Golfo até a costa oeste da Flórida e, posteriormente, no meio do Atlântico foram aconselhadas a permanecer no porto até que a tempestade diminuísse.

## Impacto
No geral, o furacão Dora foi responsável por cinco mortes e $ 280 milhões em danos, muitos dos quais ocorreram na Flórida.

### Bahamas e Flórida

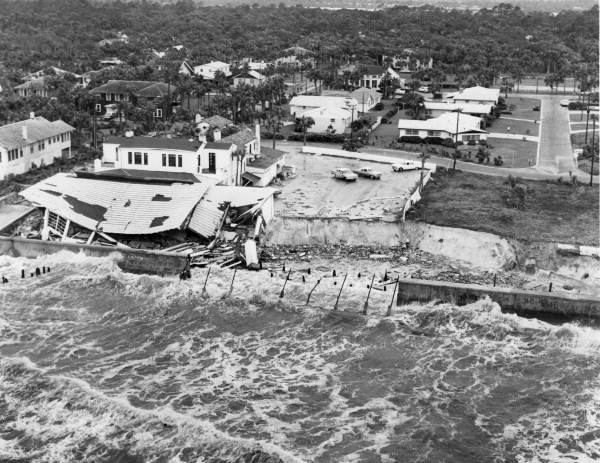
Danos causados pela tempestade em Atlantic Beach

Nas Bahamas, Dora trouxe fortes chuvas e ventos fortes para Nassau. Ao longo da costa da Flórida, as marés chegaram a 3.0 m (10 ft) acima do nível médio do mar. O furacão também produziu marés de tempestade anormalmente altas na costa do Golfo da Flórida, especialmente de Baía de Tampa a Saint Marks, onde as marés entre 0.61–1.83 m (2–6 ft) foram observados. Moradores foram obrigados a deixar suas casas. Ventos fortes açoitaram o nordeste da Flórida, com ventos sustentados de 201 km/h (125 mph) observado em St. Augustine. Muitos locais ao norte de Daytona Beach receberam ventos sustentados de pelo menos 100 mph (160 km/h). Por causa do movimento lento de Dora, alguns lugares experimentaram o pior da tempestade por até 24 horas. Muitas áreas do norte da Flórida receberam pelo menos 250 mm (10 in) de chuva, danificando muitas culturas não colhidas e inundando numerosas estradas e pontes, que isolaram algumas comunidades por vários dias. Em toda a Flórida, 74 habitações foram arrasadas e 9.374 receberam danos, enquanto 14 casas móveis foram destruídas e 218 outras sofreram impactos severos. Cerca de 50 edifícios agrícolas e 423 pequenas empresas foram severamente danificadas ou demolidas.

#### Primeira Costa
Jacksonville foi uma das cidades mais severamente impactadas. Aproximadamente 156.000 os clientes ficaram sem eletricidade, enquanto cerca de 19% dos telefones no condado de Duval estavam fora de serviço. O fornecimento de energia para Jacksonville e cidades vizinhas foi interrompido por seis dias. Grande parte dos danos na área de Jacksonville ocorreram em edifícios mais antigos e localizados em áreas costeiras. Além disso, seções da cidade sofreram inundações induzidas pelo vento nas proximidades do rio St. Johns. Ao longo da costa, Atlantic Beach e Jacksonville Beach foram atingidas por marés de tempestade, que inundaram áreas baixas e varreram casas e estradas. Uma rua nesta última foi inundada com cerca de 1.8 m (6 ft) de água. Três casas foram destruídas e 3.992 sofreram danos, enquanto 5 casas móveis foram demolidas e 25 sofreram impactos, em geral no Condado de Duval.

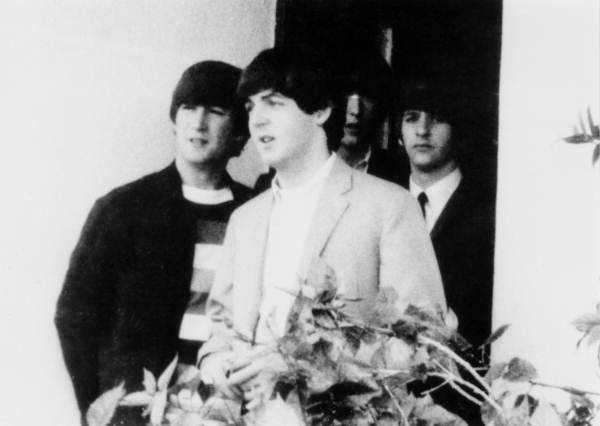
Os Beatles em seu hotel em Key West

A tempestade também foi um dos fatores que quase levaram ao cancelamento de um show dos Beatles no Gator Bowl Stadium em Jacksonville em 11 de setembro; outras razões incluíam que os Beatles não se apresentariam com um público segregado, o American Guild of Variety Artists forçou o Fab Four a pagar as quotas sindicais e que um grupo de cineastas tentou criar uma filmagem pirata do show. Esses problemas acabaram sendo resolvidos. Inicialmente, os Beatles planejavam voar para Jacksonville após o show em Montreal em 8 de setembro, mas a tempestade forçou seu avião a ser desviado para Key West. Poucas horas antes do show começar, os Beatles chegaram ao Imeson Field. Mais de 20.000 os fãs compareceram ao show, embora milhares de outros não tenham podido comparecer devido a quedas de energia na cidade. Porque os ventos ainda estavam com rajadas de até 72 km/h (45 mph), a bateria de Ringo Starr foi pregada no palco.
Em American Beach, que já foi uma comunidade de praia afro-americana estabelecida por Abraham Lincoln Lewis, muitos de seus prédios históricos foram danificados ou destruídos. Além disso, várias casas e empresas também foram afetadas ou demolidas. Algumas casas foram arrasadas na Praia Fernandina, enquanto as fundações de várias outras habitações foram ameaçadas. Aproximadamente 40 residências foram danificadas ou destruídas. Em Fort Clinch, localizado perto da ponta norte da Ilha Amélia, o exterior do forte foi severamente afetado pela erosão. Em todo o condado de Nassau, Dora destruiu cerca de 50 casas e danificados 500 outros, enquanto 25 pequenos negócios foram demolidos ou sofreram grandes impactos.

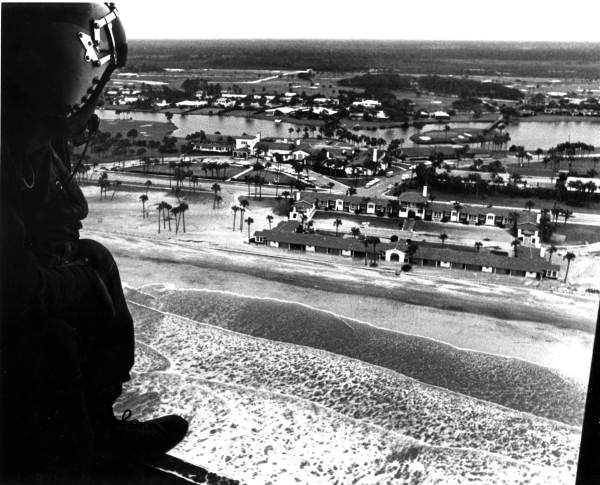
Vista aérea da Praia de Ponte Vedra

No Condado de St. Johns, 14 casas de praia e 2 as garagens de carros foram destruídas pela erosão entre a Praia de Vilano e a sul da Praia de Ponte Vedra. Várias outras residências foram danificadas. As ondas inundaram muitas áreas de St. Augustine com alguns centímetros a vários metros de água. O impacto mais forte ocorreu na frente da baía, em Davis Shores, e ao longo do rio San Sebastian. Na Slave Market Square, as enchentes foram "profundas", enquanto as enchentes fora do Monson Motor Lodge foram descritas como "profundas". O escritório de registros de St. Augustine foi submerso, enquanto alguns saguões de motéis ao longo do rio Matanzas foram inundados com 760 mm (30 in) de água. Além disso, Castillo de San Marcos foi cercado por água. Os ventos abriram algumas casas e derrubaram carvalhos gigantes e centenários. Grande parte da cidade ficou sem eletricidade. Danos em St. Augustine totalizaram cerca de $ 5 milhões. O píer e o calçadão de St. Augustine Beach foram seriamente danificados, assim como um trecho da State Road A1A, fazendo com que ela fosse fechada ao tráfego. Aproximadamente 1.027 casas e 19 outros foram destruídos, enquanto 20 as empresas sofreram grandes perdas ou foram demolidas apenas no condado de St. Johns.
As marés altas também foram relatadas no Condado de Flagler, especialmente em Flagler Beach. Cerca de metade do cais municipal ficou destruído, tendo alguns dos seus destroços espalhados pela Estrada Estatal A1A. Além dos escombros, as enxurradas forçaram o fechamento temporário da estrada. O impacto na propriedade privada limitou-se principalmente a telhas perdidas, quintais inundados e algumas árvores caídas. Mudas de repolho podem ter sido completamente arruinadas. Os danos no condado foram menores, chegando a aproximadamente $ 500.000. Marés de cerca de 2.4 m (8 ft) ao longo do rio St. Johns em Palatka ameaçou lavar o lado leste da ponte memorial. Erosão extensa ocorreu em outras partes do condado de Putnam ao longo do rio. A 23 m (75 ft) o iate foi encalhado na casa ribeirinha de um comissário do condado. A então State Road 309 foi inundada nas proximidades de Georgetown. Algumas árvores foram derrubadas e algumas salas de aula sofreram vazamentos de água no St. Johns River Junior College em Palatka, mas os danos gerais foram menores. Aproximadamente 1.800 as pessoas ficaram sem serviço telefônico em Palatka, Pomona Park e Welaka.

#### Interior Norte da Flórida e Panhandle da Flórida
A oeste da área de Jacksonville, a tempestade trouxe fortes chuvas, com mais de 250 mm (10 in) de precipitação caindo numa área de 26,000 km2 (10,000 sq mi). A precipitação do furacão atingiu um pico de 23.73 in (603 mm) em mayo, incluindo 371 mm (14.62 in) que caiu em um período de 24 horas.
Em Ocala, 300 mm (11.7 in) de chuva caiu desde 1 de setembro, cerca de 291 mm (11.46 in) em associação com Dora. Alguns quarteirões foram fechados na cidade devido a inundações. Uma pista ao longo da Rota 441 foi inundada em Orange Lake. Em todo o Condado de Marion, 15 a 20 estradas do condado foram submersas. Além disso, a Interestadual 75 foi inundada entre a Rota 27 e a County Road 318, resultando no fechamento desse trecho da rodovia. A tempestade causou danos menores em 18 casas e impactos severos em 8 outras residências no condado de Marion.
Mais ao norte, em Gainesville, "dezenas" de habitações e 25 casas em Highland Court Manor e Lincoln Estates foram invadidas pela água. Várias residências na Northwest 10th Avenue também foram inundadas, Em Gainesville, Flórida, Hogtown Creek inundou e muitas casas nos bairros vizinhos, incluindo Woodland Terrace e Gold Club Manor, sofreram inundações que duraram dias. Junto com a inundação, o poder foi perdido por um longo tempo. enquanto outros 25 residências sofreram danos causados pela água em High Springs depois que o rio Santa Fe transbordou. Um estacionamento de trailers na Archer Road foi inundado até a cintura. Em Clear Lake, várias casas foram ameaçadas pelo aumento do corpo de água. Um tanque de combustível de 95,000 l (25,000 US gal) em Stengel Field emergiu do solo devido à saturação. Na Universidade da Flórida, os meios-porões dos salões Anderson, Flint, Matherly e Tigert foram inundados, embora as aulas continuassem em sessão enquanto as equipes bombeavam a água. Por toda a cidade, a saturação derrubou árvores, algumas das quais caíram em linhas de energia, estradas e casas. Os danos somente em Gainesville ultrapassaram $ 300.000. Ao todo, 225 habitações e 36 casas móveis no Condado de Alachua foram impactadas, enquanto 4 as empresas sofreram grandes danos ou foram destruídas.

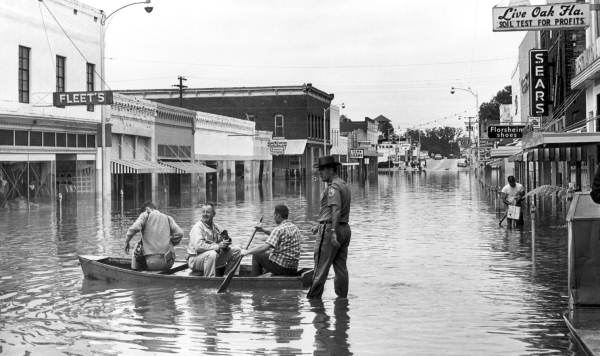
Inundação em Live Oak

Em Live Oak, 473 mm (18.62 in) de precipitação foi observada ao longo de quatro dias. A inundação deixou a cidade quase completamente isolada, com todas as rodovias que levam a Live Oak fechadas. Partes do distrito comercial do centro foram inundadas com mais de 3.0 m (10 ft) de água. Algumas casas flutuaram, enquanto outras foram inundadas com água acima da janela do segundo andar. Em alguns bairros, apenas os topos das chaminés eram visíveis. Muitos moradores ficaram presos em seus telhados e precisaram ser resgatados por barcos. Uma pessoa morreu diretamente como resultado da tempestade de um afogamento em Live Oak. Em todo o condado de Suwannee, 100 casas sofreram grandes danos, enquanto 219 outras habitações foram tratadas pequenas imparidades e 5 casas móveis receberam impactos severos. Além disso, sete edifícios agrícolas foram amplamente danificados e 80 pequenas empresas sofreram destruição ou efeitos significativos.
Muitas estradas foram inundadas no condado de Lafayette, incluindo a US Route 27 e a State Road 51, causando o cancelamento das aulas por vários dias. Grande parte da cidade de Mayo foi inundada. Treze casas foram danificadas no condado, enquanto quatro casas móveis sofreram grandes impactos. No Condado de Madison, 18 casas sofreram pequenos danos.
No Condado de Taylor, a cidade de Perry foi inundada, com água entrando em mais de 100 casas. Mais ao sul, Steinhatchee foi afetada por inundações de água doce e tempestades. A enchente deixou a State Road 51 – a única rodovia de e para Steinhatchee – fechada por alguns dias. Em todo o condado de Taylor, a tempestade danificou 300 casas até certo ponto, 25 severamente. Um total de 30 casas móveis sofreram grande impacto. Além disso, 10 pequenas empresas e 30 os barcos sofreram grandes danos ou foram demolidos.

#### Sul da Flórida Central
Em New Smyrna Beach, dois decks de concreto na praia foram varridos. mais de 61 m (200 ft) de areia foi perdidos na estação da Guarda Costeira. Ventos fortes derrubaram linhas de energia e árvores, que atingiram seis casas. Sessenta e três residências em Daytona Beach foram danificadas e mais de 93 m2 (1,000 sq ft) do telhado do Aeroporto Internacional de Daytona Beach foi perdido. Uma casa pegou fogo em Glenwood, uma comunidade entre De Leon Springs e DeLand, depois que o proprietário se esqueceu de apagar uma lanterna de querosene antes de adormecer. Em DeLand, os ventos arrancaram muitas árvores e causaram interrupções no fornecimento de energia e telefonia. Os ventos e chuvas variando de 150 to 180 mm (6 to 7 in) causou algumas perdas de laranjas e toranjas. Um total de 5 casas sofreram danos significativos em Orange City, enquanto 8 outras sofreram impactos leves. No oeste do condado de Volusia, uma residência foi destruída e vinte e nove sofreram grandes impactos, enquanto cento e vinte e sete casas sofreram danos menores. Além disso, 15 reboques foram significativamente impactados. O furacão destruiu 1 casa, causou grandes danos a 19 casas e infligiu pequenos danos a 397 casas no leste do condado de Volusia. Ainda naquela zona do concelho, 5 as casas móveis sofreram danos substanciais e 12 os barcos foram destruídos ou severamente danificados.
No condado de Seminole, os danos causados pelo vento limitaram-se principalmente a linhas de energia derrubadas, postes elétricos e árvores, algumas das quais caíram sobre casas e ruas bloqueadas, principalmente em Altamonte Springs, Genebra e Sanford. Duas mortes ocorreram em 9 de setembro quando um helicóptero sendo evacuado da tempestade caiu perto de Sanford, matando dois militares da Marinha. Em todo o condado de Seminole, 461 casas sofreram pequenos danos e 8 casas móveis receberam danos menores. Além disso, 26 edifícios agrícolas foram severamente danificados e 12 os barcos foram amplamente danificados ou destruídos. No Condado de Brevard, a tempestade causou danos menores às casas em Titusville. Algumas linhas de energia e linhas telefônicas foram derrubadas pelo vento. Uma perda de 10% das colheitas de toranja e 2% – 3% das laranjas no condado. Ao longo do sul do condado de Brevard, Dora causou grandes danos a 4 casas e pequenos danos a 24 outros. O ciclone também destruiu 4 casas móveis e infligiu grandes danos a 14 outros. Além disso, 10 pequenas empresas foram demolidas ou sofreram grandes danos. No Condado de Indian River, um total de 45 casas sofreram danos leves. Mais ao sul, tempestades e marés acima do normal causaram a perda de cerca de 3.0 to 3.7 m (10 to 12 ft) de areia em Fort Pierce. Os ventos na área deixaram algumas quedas de energia e derrubaram uma placa de aço e concreto em um tribunal.

### Em outro lugar na América do Norte

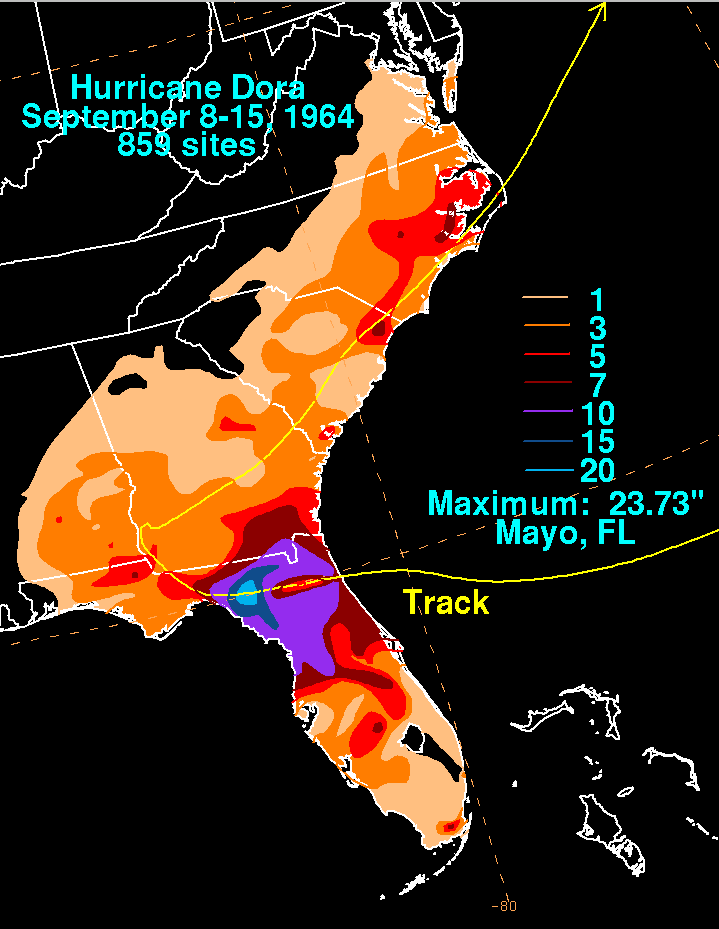
Mapa de chuvas do furacão Dora no sudeste dos Estados Unidos

Alguns locais na Geórgia também experimentaram ventos com força de furacão e fortes chuvas da tempestade, principalmente na parte sudeste do estado. Ventos estimados em 140 km/h (90 mph) foram experimentados nas ilhas costeiras, enquanto ventos fortes foram observados no extremo norte de Savannah e no extremo oeste de Waycross. Centenas de árvores foram derrubadas, derrubando árvores e linhas de energia, com algumas áreas sofrendo uma perda quase total de eletricidade. A tempestade também trouxe fortes chuvas, com algumas áreas observando mais de 250 mm (10 in) de chuva, enquanto grande parte da metade sul da Geórgia experimentou mais de 76 mm (3 in) de precipitação. As tempestades e as marés altas resultaram em erosão e inundações costeiras. Na Ilha Jekyll, dois motéis perderam partes de seus telhados e uma roda gigante foi destruída. Extensa erosão também ocorreu na ilha. Danos na Ilha Jekyll foram estimados de forma conservadora em $ 1 milhão. Pelo menos cinco casas foram varridas na Ilha de St. Simons, enquanto seções do píer e do quebra-mar foram demolidas. A FJ Torras Causeway, uma ponte que liga Sea Island e St. Simons Island a Brunswick, foi inundada.
Muitas ruas em Brunswick foram cobertas com 0.30–0.91 m (1–3 ft) de água, deixando-os intransitáveis. Em uma seção da cidade, cerca de 100 casas foram derrubadas, enquanto 25 outras casas em outra seção foram severamente danificadas. Estima-se que 35% a 40% das residências foram danificadas em algum grau em Brunswick. Muitas árvores e linhas de energia foram derrubadas, limitando a comunicação entre as ilhas e o continente às redes de rádio. Partes da Rota 17 ao sul de Brunswick foram destruídas. Um homem se afogou no rio Little Satilla perto de Brunswick enquanto tentava proteger seu barco. O condado de Glynn sofreu mais de $ 3,6 milhões em danos. A erosão do solo causada por fortes chuvas em Waycross resultou em grandes danos a edifícios e ruas. Em toda a Geórgia, a tempestade impactou estruturalmente cerca de 1.135 casas e destruiu outras cinco. Além disso, 18 reboques sofreram grande impacto, enquanto 43 pequenas empresas foram destruídas ou sofreram danos graves. Embora muitas pastagens tenham sido inundadas, o impacto na agricultura foi menor. No geral, a tempestade deixou pelo menos $ 9 milhões em danos na Geórgia.
Alguns outros estados foram afetados pela tempestade, embora o impacto tenha sido muito menor. Uma morte ocorreu na Virgínia.
Na Terra Nova, mais de 100 os navios procuraram abrigo no porto de St. John. As porções centrais da província experimentaram fortes chuvas e ventos de até 95 km/h (59 mph).

## Consequências
Após a tempestade, o presidente Lyndon Johnson percorreu a área devastada com o governador da Flórida, Farris Bryant, os senadores norte-americanos Spessard Holland e George Smathers, prefeito de Jacksonville e candidato democrata a governador Haydon Burns. O presidente Johnson também avaliou pessoalmente os danos na costa da Geórgia, inclusive em Brunswick e na ilha de St. Simons. Nas áreas inundadas, a Cruz Vermelha distribuiu soro tifóide por helicóptero.
O nome "Dora" substituiu "Donna" nas listas de furacões e foi retirado das listas de furacões do Atlântico e substituído por Dolly na temporada de 1968.